# 나는 비밀이 있다
"나는 비밀이 있다"는 1963년 공개된 대한민국의 영화이다.

## 배역
- 신영균
- 박지현
- 김승호
- 주증녀